# George Passmore
George William Passmore (Saint Louis, Missouri 24 de agosto de 1889 – Florissant, Missouri, 22 de setembro de 1952) foi um jogador de lacrosse norte-americano. Passmore era membro da St. Louis Amateur Athletic Association na qual conquistou a medalha de prata nos Jogos Olímpicos de Verão de 1904 em Saint Louis. Ele é irmão de William Passmore, outro jogador da equipe medalhista de prata em 1904.